# Józef Badura
Józef Badura (ur. 7 lutego 1903 w Karwinie, zm. w marcu 1943 w Krakowie lub Auschwitz-Birkenau) – polski nauczyciel, działacz spółdzielczy i polityk, sekretarz Komitetu Wykonawczego PSPR (1929–1938).

## Życiorys
Urodził się w rodzinie polskich robotników na Śląsku Cieszyńskim (ojciec był koksiarzem). Po ukończeniu szkoły ludowej w Karwinie kształcił się w Polskim Gimnazjum Realnym w Orłowej (naukę zakończył w 1921 złożeniem egzaminu maturalnego). W 1919 walczył w Wojsku Polskim. W 1921 podjął studia na Wydziale Filozofii Uniwersytetu Jagiellońskiego, jednak po dwóch latach przeniósł się na Uniwersytet Karola w Pradze, na którym studiował pedagogikę. W 1925 otrzymał dyplom uprawniający do nauczania historii i geografii. Po odsłużeniu wojska (1925–1926) podjął pracę w Polskim Gimnazjum Realnym w Orłowej, gdzie w 1931 otrzymał tytuł profesora. W latach 1935–1938 był również wykładowcą Państwowego Seminarium Nauczycielskiego w Ostrawie Śląskiej.
Angażował się w polski ruch społeczny na Śląsku Cieszyńskim. Był członkiem Robotniczego Stowarzyszenia Kulturalno-Oświatowego "Siła". W 1920 przystąpił do Polskiej Partii Socjaldemokratycznej Galicji i Śląska Cieszyńskiego (od 1921: PSPR). W 1926 stanął na czele Robotniczego Stowarzyszenia Oświatowo-Gimnastycznego "Siła". Odgrywał ważną rolę w międzynarodowych socjalistycznych ruchu młodzieżowym: uczestniczył w jego kongresach w Berlinie (1928), Wiedniu (1929) i Pradze (1932). W 1927 znalazł się w Zarządzie Głównym PSPR, a w latach 1929–1938 pełnił obowiązki sekretarza Komitetu Wykonawczego PSPR. Po odsunięciu się w cień Emanuela Chobota w 1935 był de facto szefem ugrupowania, a więc przywódcą polskich socjalistów w Czechosłowacji.
W marcu 1937 z jego inicjatywy powołano do życia Komitet Porozumiewawczy Stronnictw Polskich w Czechosłowacji. Od 1934 zasiadał w Zarządzie Klubu Polsko-Czeskiego w Ostrawie Morawskiej.
Po włączeniu Zaolzia w skład RP przystąpił do PPS. W czasie II wojny światowej przebywał w Łowiczu, Warszawie i Krakowie, gdzie związał się ze "Społem". We wrześniu 1942 został ujęty przez Gestapo i uwięziony na Montelupich, gdzie został rozstrzelany w marcu 1943. Istnieje jednak hipoteza, że zmarł z wycieńczenia w obozie Auschwitz-Birkenau.
Pozostawił po sobie syna Leszka i córkę Danutę.